# Takelmes
Els takelmes o dagelmes eren un poble d'amerindis dels Estats Units que van viure a la Valle de Rogue, al sud-oest Oregon, als Estats Units. Allí la majoria de la població es van situar a la vora del Rogue. Parlaven el takelma, llengua associada al grup penutià. Segons el cens dels Estats Units de 2000 unes 8 persones s'identificaven com a takelmes.

## Història
Se sap molt menys de la manera de vida dels takelma que dels seus veïns de zones adjacents d'Oregon i el nord de Califòrnia. Al seu territori originari es van assentar des de molt ràpid descendents de colons europeus, a causa que les muntanyes que envoltaven aquest territori era una protecció natural. Una vegada es va iniciar la colonització, el nombre de colons va créixer ràpidament. El descobriment d'or va esperonar l'augment de colons a la regió a partir de 1852. Els takema que van sobreviure van ser enviats a reserves en 1856, colons i nadius van viure a la regió junts menys de quatre anys.
A causa que el territori takelma incloïa algunes de les terres més fèrtils del Valle del Rogue, aquesta terra valuosa va ser objecte preferentment dels assentaments dels colons blancs. Gairebé sense excepció els nouvinguts tenien poc o cap interès en els indígenes veïns, i simplement els van considerar una molèstia perillosa. No van recollir massa testimoniatges sobre els takelmes, més enllà dels fets relacionats amb els conflictes. Això contrasta amb la història d'altres indígenes veïns dels takelma, que ocupaven terres més agrestes, com els shastes i els pobles atapascans de la regió, que van sobreviure aquest període de colonització amb les seves cultures i llengües pràcticament intactes.
Els inevitables conflictes entre els colons i els indígenes tant de la costa com de l'interior en el sud-est d'Oregon van ser a més i van arribar a conèixer-se com a guerres del riu Rogue. Nathan Douthit va estudiar les trobades pacífiques entre colons blancs i indígenes de sud-est d'Oregon, i va assenyalar que eren interaccions en "terra de ningú" duts a terme per "intermediaris culturals". Douthit assenyala que al no existir una "terra de ningú" entre els takelma i els colons, aquests van ser exterminats més que desplaçats.
En 1856, el govern dels Estats Units va reassentar per la força als takelma que havien sobreviscut a les guerres del riu Rogue a les reserves de la plujosa costa del nord-est d'Oregon, un entorn molt diferent de la regió seca que coneixien abundant en roures. Molts takelma van morir en el camí a la reserva índia Siletz i la reserva índia de Grande Ronde, que actualment és la Comunitat de tribus confederades de Grand Ronde d'Oregon. Uns altres quants takelma van morir dins de les reserves de malalties, desesperació i dieta inadequada. Els agents indis van ensenyar als pocs takelma supervivents tècniques de cultiu i els van animar a abandonar la seva llengua, creient que tindrien millors oportunitats sent fluents en anglès. En aquestes reserves a més els takelma van viure amb pobles natius de cultures diferents, i el matrimoni mixtes amb persones d'altres cultures, tant dins com fora de les reserves eren desfavorables per a la transmissió tant de la llengua com la cultura takelma als fills d'aquests matrimonis.
Els takelma van passar molts anys en l'exili, abans que alguns antropòlegs comencessin a entrevistar-los i recollir informació sobre la seva llengua i la seva manera de vida anterior. Els lingüistes Edward Sapir i John Peabody Harrington només van treballar amb descendents de takelmes.
A la fi de 1980, Agnes Baker Pilgrim neta del cap takelma George Harney, va aparèixer com un dels portaveus més significants de les persones d'ascendència takelma.

## Medi ambient i adaptació
Els takelmes vivien com a farratgers, un terme que molts antropòlegs consideren més exacte que caçadors-recol·lectors. Recollien aliments vegetals i insectes, pescaven i caçaven. El takelmes conreaven únicament un tabac nadiu (Nicotiana biglovii). Els takelmes vivien en petites bandes d'homes afins i les seves famílies. L'interior sud-oest d'Oregon té estacions pronunciades i els antics takelma s'adaptaren a aquestes temporades per a emmagatzemar queviures durant la primavera, l'estiu i els primers mesos de la tardor per a l'hivern. Llurs llogarets eren als marges del riu Rogue, que els proporcionava salmó i altres peixos. L'antiga ruta del
 era suposadament llarga. La captura del salmó a gran escala involucrava mà d'obra intensiva i coordinada amb xarxes i llances dels homes i la seva neteja i assecat per les dones, i proveïa als takelma d'una excel·lent dieta, rica en proteïnes durant gran part de l'any si les migracions de salmó eren bones. La dieta del salmó va ser complementada o reemplaçada en anys de males carreres de salmó per cérvols, ants, castors, ossos, antílops i el xai cimarrón. (Les dues últimes espècies estan ara extintes). Els mamífers més petits, com esquirols i conills, podrien ser atrapats pels homes o les dones. Les larves d'insectes i llagostes també proporcionaven calories.
El factor limitant en la dieta takelma eren els hidrats de carboni, ja que els peixos i la caça sempre són abundants en greix i proteïna. Per obtenir els hidrats de carboni i les vitamines necessàries per a una bona salut els takelma recol·lectaven una varietat d'aliments d'origen vegetal. No obstant això, d'acord amb la teoria del farratjament òptim que suggereix que els éssers humans, igual que altres criatures, decideixen quins aliments menjar en funció del que li dona el major valor nutricional per al treball invertit per aconseguir-ho. Els takelma se centraren estratègicament en dos aliments vegetals: glans i arrels de camassia. Collien glans de les dues espècies de roures en el seu territori a la vall de Rogue, roure blanc d'Oregon i roure negre de Califòrnia. Quan aquests aliments no estaven disponibles o per variar la seva dieta les dones takelma també recollien i processaven les llavors de pastures nadiues com Madia elegans, excavaven arrels i recollien fruits petits.

## Habitatges
Durant els mesos d'hivern, els takelma vivien en cases semi-subterrànies excavades parcialment en la terra aïllant amb súper-estructures construïdes de taulons. Els més pobres també vivien en habitatges de canya i escorça, ben peraltada amb terra i fulles seques per a l'aïllament. Les seves cases tenien similituds estructurals a les cases semi-subterrànies dels klamaths i modocs de l'est, que parlaven idiomes de la família de les llengües penutianes dels turons, i amb les dels shasta al sud, que parlaven diversos idiomes shasta (que podria ser part de la hipotètica família hoka). Un relat històric descriu una estructura de tauler rectangular prou gran per a contenir un centenar de persones, però els arqueòlegs de la regió han trobat restes d'habitatges típics molt més petits.